# Diocèse de San Rafael
Le diocèse de San Rafael (en latin : Dioecesis Fororaphaëliensis ; en espagnol : Diócesis de San Rafael) est un diocèse de l'Église catholique en Argentine, suffragant de l'archidiocèse de Mendoza. 

## Territoire
Le diocèse comprend trois départements de la province de Mendoza : General Alvear, Malargüe et San Rafael ce qui représente un territoire d'une superficie de 87 286 km2 divisé en 30 paroisses.
Le siège épiscopal est dans la ville de San Rafael où se trouve la cathédrale Saint-Raphaël-Archange.

## Histoire
Le diocèse est érigé le 10 avril 1961 par la constitution apostolique Ecclesia Christi du pape Jean XXIII en prenant une partie du territoire du diocèse de Mendozaqui est élevé le même jour au rang d'archidiocèse métropolitain et dont San Rafael devient suffragant.
Par la lettre apostolique Omnis maculae du 12 octobre 1962, Jean XXIII proclame que la Vierge Marie honorée sous le vocable de Notre-Dame de Lourdes ainsi que l'archange Raphaël sont les principaux patrons du diocèse avec saint Joseph comme patron secondaire.

## Évêques
- Raúl Primatesta (12 juin 1961 - 16 février 1965) nommé archevêque de Córdoba
- Jorge Carlos Carreras (12 juin 1965 - 19 juillet 1969) nommé évêque de San Justo
- Óscar Félix Villena (11 février 1970 - 11 avril 1972)
- León Kruk (20 janvier 1973 - 7 septembre 1991)
- Jesús Arturo Roldán (9 novembre 1991 - 31 mai 1996)
- Guillermo José Garlatti (20 février 1997 - 11 mars 2003) nommé archevêque de Bahía Blanca
- Eduardo María Taussig (21 juillet 2004 - 5 février 2022)
- Carlos María Domínguez, O.A.R (11 février 2023 - 13 février 2025)
  - Marcelo Fabián Mazzitelli, depuis le 13 février 2025, administrateur apostolique